# Jaskinia w Boraczej
Jaskinia w Boraczej – niewielka jaskinia typu szczelinowego, charakterystyczna dla fliszu karpackiego, znajdująca się w pobliżu Hali Boraczej w Beskidzie Żywieckim.

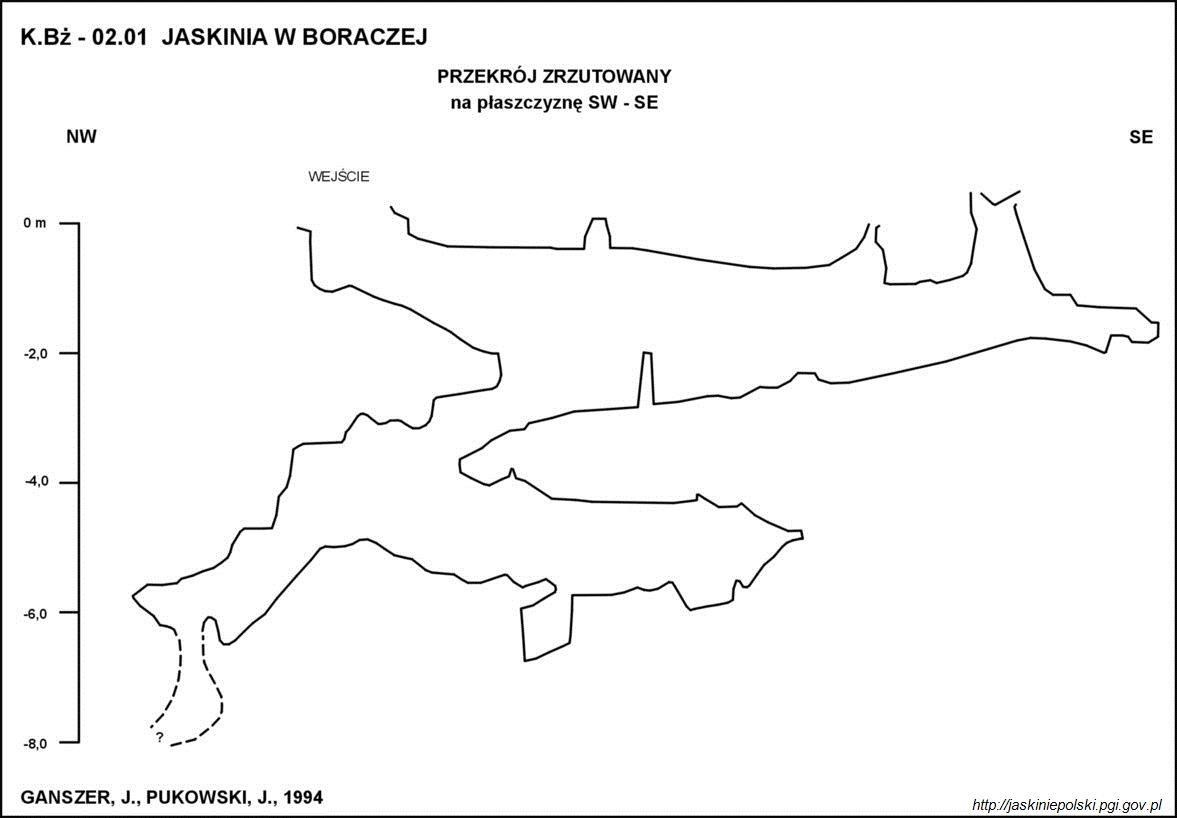
Przekrój jaskini

## Położenie
Jaskinia znajduje się w północno-zachodnim ramieniu Redykalnego Wierchu w Grupie Lipowskiego Wierchu i Romanki. Wejście do niej, leżące ok. 300 m na północny zachód od wierzchołka tej góry, znajduje się w niewielkiej depresji terenowej, wśród złomów i bloków skalnych po jej wschodniej stronie.

## Charakterystyka
Jaskinia pochodzenia osuwiskowego, powstała w gruboławicowych piaskowcach magurskich. Otwór wejściowy niewielki, 1,4 x 0,8 m. Składa się z kilku wąskich, szczelinowych korytarzy o litych, prostych ścianach, usytuowanych w dwóch poziomach, połączonych krótkimi studniami. Dno pokryte gruzem skalnym i blokami różnej wielkości. Jaskinia sucha, zimą przemarza w całości, a w kilku miejscach tworzą się nacieki lodowe.

## Flora i fauna
Przy otworze wejściowym i na ścianach studni wejściowej rosną mchy i porosty. W jaskini obserwowano pająki. Kazimierz Kowalski podawał z jaskini owady bezskrzydłe, m.in. skoczogonka czworozęba bielańskiego (Tetrodontophora bielanensis WAGA).

## Historia poznania
Jaskinia (zapewne główna szczelina górnego poziomu) znana była miejscowej ludności od dawna. Prawdopodobnie to o niej (jako jedynej znanej w tej okolicy) pisał już w pierwszej połowie XVIII w. w swym „Dziejopisie...” żywiecki wójt Andrzej Komoniecki: „...w Państwie Żywieckim w Hali Boraczej jest gronik, co się nazywa Szędzielny. A pod tym gronikiem w pół jest dziura niedaleko drogi na wschód słońca strony, którą między skaływpuścić się trzeba na chłopa wzgłąb. Gdzie między skały żywe idąc wąską dziurą, za którą jest szerokość okrągła w skale samej i miejsce, gdzie i watra jest, na której ktoś ogień palił, jeżeli nie zbójcy, przechowując się tam. A za tym miejscem zaś i dalej mógłby iść; powiadając, że psa puściwszy tam, na Usoły wsi tą dziurą by wyszedł.”
Historia z psem wpuszczonym do jaskini była żywa przez następne dwa wieki. W latach międzywojennych opowiadano, że to leśniczy zarządu dóbr żywieckich Habsburgów przed wielu laty wpuścił tam psa, który miał wyjść w Ujsołach. Według informacji miejscowych pasterzy z połowy XX w. jaskinia miała być dawniej znacznie większa. Podawali oni, że wpuszczony do niej pies miał po pewnym czasie wyjść aż w Rajczy.
Opis i plan górnej szczeliny opublikował Kazimierz Kowalski w 1954 r. Dolne partie zinwentaryzowali w latach 1993–1994 speleolodzy z Klubu Taternictwa Jaskiniowego Bielsko-Biała.